# Song from the Edge of the World
Song from the Edge of the World è un singolo del gruppo musicale inglese Siouxsie and the Banshees, pubblicato il 13 luglio 1987.

## Il singolo
Song from the Edge of the World è un brano veloce con forti percussioni eseguite dal batterista Budgie. La canzone non compare in alcun album e non è stata inclusa in nessuna compilation di greatest hits, fino alla raccolta del 2002 The Best of Siouxsie and the Banshees - anche se solo sul disco bonus della limited edition dell'album, e nella versione "Columbus Mix" del 12”. La versione originale del singolo è stata infine pubblicata su CD quale traccia bonus nella ristampa del 2014 dell'album Through the Looking Glass.
Siouxsie ha poi spiegato che non era soddisfatta del lavoro del produttore Mike Thorne durante le sessioni di registrazione, ed è stato uno dei motivi principali per cui la band ha deciso di non includere questo singolo nella raccolta del 1992 Twice Upon a Time: The Singles. Una versione demo con il chitarrista John Valentine Carruthers è stata poi inclusa nell'edizione rimasterizzata in CD di Tinderbox.
La canzone è stata suonata in anteprima dal vivo nel Regno Unito durante un'esibizione al WOMAD Festival nel luglio 1986 e registrato con i nuovi membri Martin McCarrick alle tastiere e Jon Klein alla chitarra.
Song from the Edge of the World ha raggiunto il 59º posto della classifica dei singoli britannica.

## Tracce
Testi di Sioux, musiche di Siouxsie and the Banshees, tranne ove indicato.

### 7"
Lato A
1. Song from the Edge of the World - 3:43 (testo: Severin)

Lato B
1. The Whole Price of Blood  - 3:54

### 12"
Lato A
1. Song from the Edge of the World (Columbus Mix)° - 7:34

Lato B
1. The Whole Price of Blood  - 3:54
2. Mechanical Eyes - 3:36

### Musicassetta singola
Lato 1
1. Song from the Edge of the World
2. The Whole Price of Blood
3. Mechanical Eyes
4. Song from the Edge of the World (Columbus Mix)°

° Remixato da Mike Thorn.

## Formazione
- Siouxsie Sioux - voce
- Budgie - batteria, percussioni, sintetizzatore, armonica a bocca
- Steven Severin - basso, tastiere
- Jon Klein - chitarra
- Martin McCarrick – tastiere

### Altri musicisti
- Robert Smith - sitar

### Produzione
- Mike Thorn - produzione
- Dominick Maita - ingegneria del suono